# Fondi
Fondi ist eine italienische Stadt in der Provinz Latina in der Region Latium mit 39.760 Einwohnern (Stand 31. Dezember 2023). Der antike Name der Stadt war Fundi.

## Geografie

Lage von Fondi in der Provinz Latina

Fondi liegt 117 km südöstlich von Rom, 104 km nordwestlich von Neapel und 57 km östlich von Latina.
Die Stadt Fondi liegt in einem Tal zu Füßen der Aurunker Berge und der Ausoni-Berge, die das Tal zu drei Seiten schließen. Offen ist das Tal zur vierten Seite in Richtung des Tyrrhenischen Meers. Die Stadtteile von Fondi sind Capratica, Cocuruzzo, Curtignano, Fasana, Gegni, Passignano, Querce di Fondi, Rene, Rio Claro, Salto di Fondi, San Magno, San Raffaele, Sant'Andrea, Sant'Oliva, Selva Vetere und Vardito. Das Gemeindegebiet erstreckt sich über eine Höhe von −2 bis 956 m s.l.m.
Die zwei Berge Monte delle Fate (1090 m) und Monte Calvilli (1102 m) speisen die zahlreichen Quellen des somit wasserreichen Tals. Dieser Wasserüberschuss machte vor allem vom 17. Jahrhundert bis Anfang des 20. Jahrhunderts die Trockenlegung von Sümpfen, die das Fondi-Tal unfruchtbar machten, nötig. Heute ist Fondi Zentrum intensiver Landwirtschaft.
Der Lago di Fondi (Fondi-See) mit einer Oberfläche von ca. 3,8 km² ist ein gutes Beispiel für einen Küstensee. Dank der zwei Verbindungen zum Meer, dem Canale di Sant’Anastasia und dem Canneto, erzeugen Ebbe und Flut des Meers im Lago di Fondi abwechselnd Süß- und Salzwasser. Die anderen zwei Küstenseen im Fondi-Tal sind der Lago Lungo und der Lago di San Puoto.
Die Küste, die sich ca. 13 km zwischen Terracina und Sperlonga an Fondi entlangzieht, ist berühmt für ihren feinen Sand. Zum größten Teil ist der Strand von Dünen begrenzt, die noch erhalten sind, doch immer mehr mit Hotels und Strandbars bebaut werden.
Die Gemeinde liegt in der Erdbebenzone 3 (wenig gefährdet).
- Fondi gehört zur XXII Comunità Montana Aurunci e Ausoni
- Das Territorium Fondis gehört teilweise zum „Parco Naturale Regionale dei Monti Aurunci“. Einem Naturpark, der einen großen Teil der Aurunker Berge unter Schutz stellt.[3]

Die Nachbargemeinden sind im Uhrzeigersinn Terracina, Monte San Biagio, Vallecorsa (FR), Lenola, Campodimele, Itri und Sperlonga.

### Verkehr
- Fondi liegt 34 km von der Auffahrt Ceprano auf die Autobahn A1 Autostrada del Sole entfernt.
- Fondi liegt seit der Antike an der Via Appia, die heute als Staatsstraße 7 Via Appia den Ort mit Rom verbindet.
- Der Bahnhof Fondi-Sperlonga an der Bahnstrecke Roma–Formia–Napoli liegt 2 km südlich der Kernstadt, er ist außerdem Haltepunkt der Regionalbahn FL6 von Roma Termini nach Minturno.
- Der nächste Flughafen Neapel Capodichino befindet sich in 107 km Entfernung.

## Geschichte
Das antike Fundi wurde nach der Mythologie von Herkules als Erinnerung an den Sieg über Cacus gegründet.
Porphyrios nennt einen Tempel des Hercules Fundanus, was auf einen besonderen Herkuleskult in Fundi schließen lässt.
Die Stadt war möglicherweise von den Aurunkern bewohnt und stand unter Kontrolle der Volsker.
In der Nähe von Fundi bestand die griechische Stadt Amyclae oder Amunclae. Reste von Zyklopenmauerwerk auf dem Hochplateau Pianara östlich von Fondi wurden 2006 von den Archäologen der Universität Bologna Stefania und Lorenzo Quilici als ihre Reste identifiziert. Amyclae wurde im 3. Jahrhundert v. Chr. verlassen. Der Legende nach wegen einer Schlangenplage.
Das erste Mal in der Geschichte erwähnt wird Fundi während des latinischen Kriegs, als seine Einwohner das eingeschränkte römische Bürgerrecht als civitas sine suffragio erhielten. Dies wird von Titus Livius auf das Jahr 338 v. Chr., von Velleius Paterculus auf das Jahr 332 v. Chr. datiert. Nach einem gescheiterten Aufstandsversuch, geleitet von Vitruvius Vaccus (330 v. Chr.), blieb Fundi eine römische Präfektur. Um 188 v. Chr. erhielt die Stadt das vollständige römische Bürgerrecht und wurde fortan von drei Ädilen geleitet.
Durch den Bau der Via Appia ab 312 v. Chr. erlebte Fundi einen Aufschwung.
Im 6. Jahrhundert wurde Fondi von den Langobarden verwüstet. 846 bis 877 errichteten die Sarazenen in Fondi einen Stützpunkt, bis sie 877 durch Johannes VIII. nach der Seeschlacht beim Monte Circeo zurückgeschlagen wurden. Johannes übertrug Docibilis I. aus der Familie Caetani, Fürst von Gaeta, der ihn dabei unterstützt hatte, darauf die Herrschaft über Fondi. Johannes II. Caetani teilte sein Fürstentum unter seinen drei Söhnen auf. Fondi blieb bis 1504 im Besitz der Caetani, später der Gaetani Dell’Aquila. Im Jahre 1378 vereinte Onorato I. Caetani in Fondi das Konklave, das Clemens VII. als Gegenpapst zum legitimen Papst Urban VI. wählte.
1503 besiegten die Franzosen die Spanier bei der zweiten Schlacht am Garigliano. Prospero Colonna, der auf Seiten der Franzosen gekämpft hatte, bekam dafür 1504 das Fürstentum Fondi. Seine Schwiegertochter Giulia Gonzaga, die von 1526 bis 1534 regierte, machte Fondi zu einem kulturellen Zentrum. 1534 überfiel der Korsar Barbarossa um sie zu entführen und Sultan Süleyman I. als Frau zuzuführen. Giulia Gonzaga konnte fliehen, doch Fondi wurde verwüstet. Sie ging darauf in Neapel in ein Kloster. 1584 fiel Fondi durch Heirat an die Familie Carafa. 1690 wurde Heinrich Franz von Mansfeld für eine diplomatische Mission mit dem Fürstentum Fondi belehnt. 1751 erwarb die Familie Di Sangro das Fürstentum für 200.000 Taler, die dem Vernehmen nach aber nie gezahlt wurden.
1861 wurde Fondi Teil der Provinz Terra di Lavoro des Königreich Italien, bis es 1934 zur neu gegründeten Provinz Latina kam
Bis 1870 bestimmte die Lage an der Grenze zwischen dem Kirchenstaat und dem Königreich Neapel die Geschichte Fondis.

## Wirtschaft
- Fondi ist nach Paris Sitz des weltweit zweitgrößten Großmarktes für Agrar- und Lebensmittelprodukte, der jedes Jahr ca. 1,15 Millionen Tonnen Waren verkauft. Der Großmarkt „MOF“, CENTRO AGROALIMENTARE ALL'INGROSSO DI FONDI, beherbergt auf über 335 Hektar ca. 200 Großhändler, darunter 10 große Landwirtschaftliche Kooperativen, die gemeinsam etwa 3.000 regionale Hersteller zusammenfassen.[9] Die früher vorrangig angebauten Zitrusfrüchte wurden in den letzten Jahren von einem intensiven Anbau von Gemüse, Frühobst aus Gewächshäusern und Obst aller Art überrundet.

- Die guten klimatischen Konditionen und die ausreichend vorhandenen Bewässerungsmöglichkeiten haben eine intensive landwirtschaftliche Nutzung der Umgebung Fondis möglich gemacht. Die lokale Wirtschaft ist stark auf die Landwirtschaft ausgerichtet: Auf die Produktion und Verkauf von landwirtschaftlichen Produkten.

## Bevölkerungsentwicklung
| Jahr      | 1861  | 1881  | 1901  | 1921   | 1936   | 1951   | 1971   | 1991   | 2001   | 2011   |
| --------- | ----- | ----- | ----- | ------ | ------ | ------ | ------ | ------ | ------ | ------ |
| Einwohner | 6.577 | 7.447 | 9.669 | 10.896 | 15.456 | 19.212 | 23.197 | 31.169 | 31.023 | 37.202 |

Quelle ISTAT

## Politik
Beniamino Maschietto (Forza Italia) wurde am 6. Oktober 2020 zum neuen Bürgermeister bestimmt.
Bürgermeister von Fondi:
- 1994–2001: Onoratino Orticello, (PPI)
- 2001–2009: Luigi Parisella, (Forza Italia)
- 2009–2010: Guido Nardone, kommissarischer Bürgermeister
- 2010–2020: Salvatore De Meo (Forza Italia)
- ab 2020: Beniamino Maschietto (Forza Italia)

### Partnerstadt
- Dachau, Deutschland

## Sehenswürdigkeiten

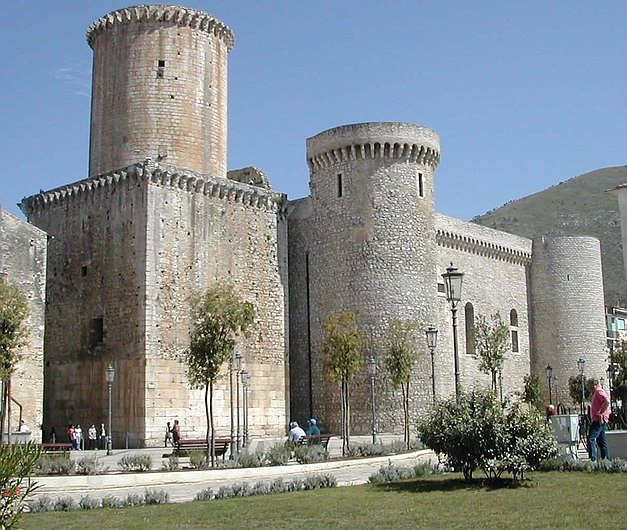
Castello Baronale, die Burg von Fondi

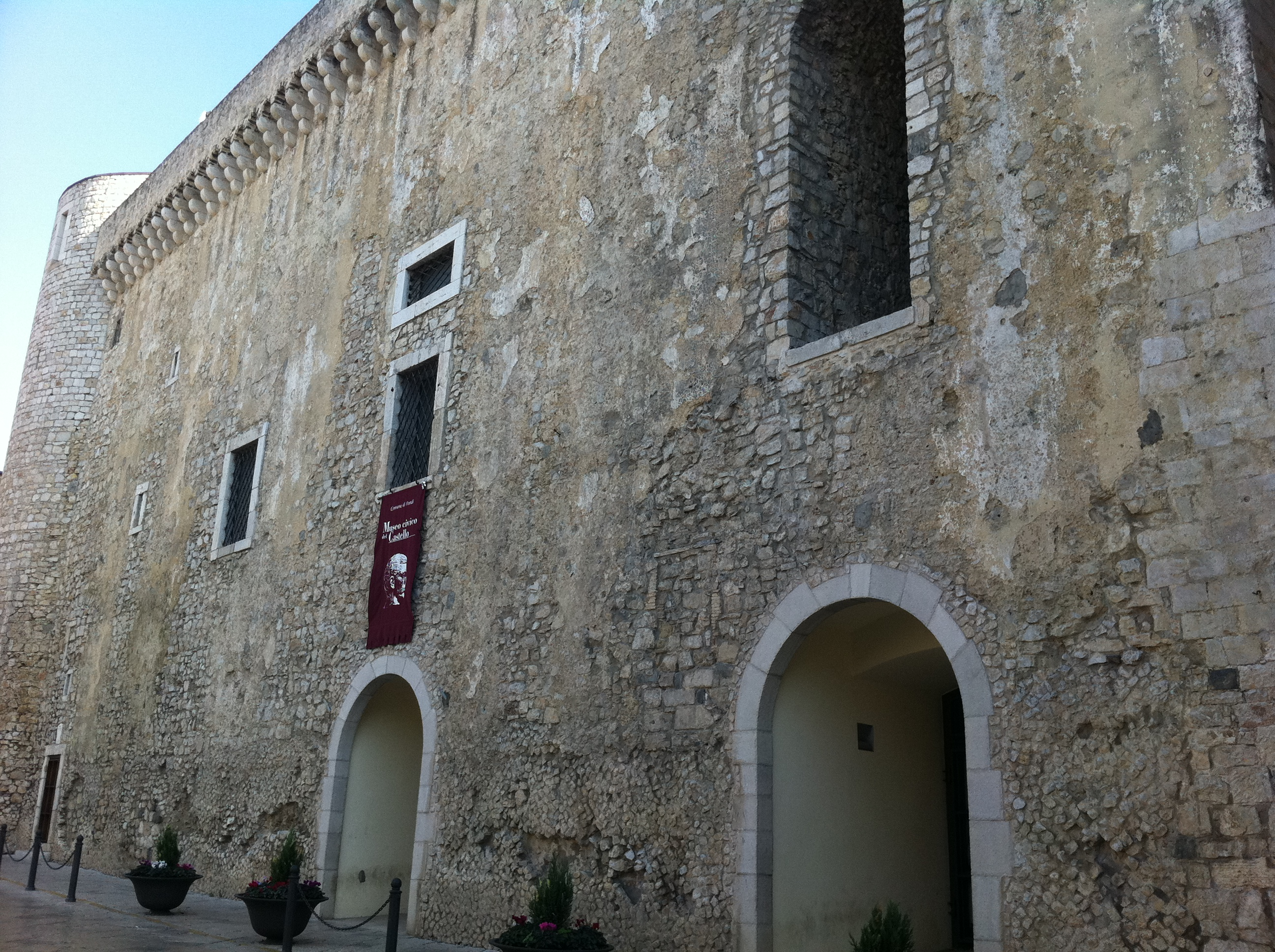
Castello Baronale

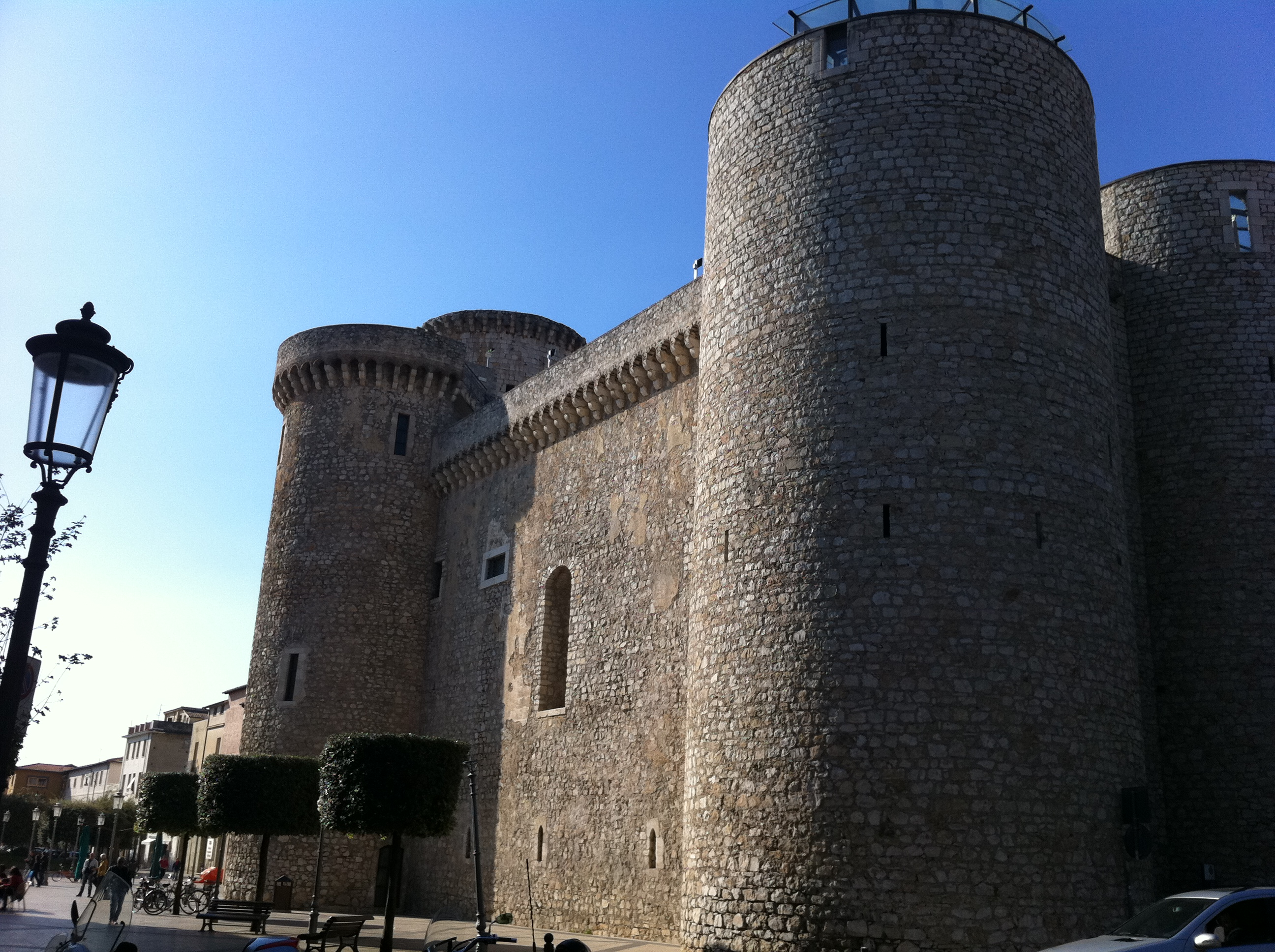
Castello Baronale

- Die Burg, der Castello Baronale, mit ihrem charakteristischen zylindrischen Turm auf einem quadratischen Fundament, über 31 Meter hoch, ist ein Wahrzeichen der Stadt, und wurde im 14. Jahrhundert von Onorato I. Caetani auf einem Abschnitt der alten römischen Stadtmauer gebaut. Die mit Zinnen versehenen Türme und die anderen charakteristischen Merkmale einer Burg haben es aber Giulia Gonzaga nicht verleidet, dort ihren Wohnsitz zu begründen und dort mit ihren Scharen von Literaten und Künstlern zu leben. Seit 1997 ist das Schloss Sitz des städtischen Museums.

- Der angrenzende „Palazzo del Principe“ (it. Palast des Fürsten), gebaut zwischen 1466 und 1477, ist vermutlich ein Werk des katalanischen Architekten Matteo Forcimanya. Die Portale des Palasts, seine zweibogigen Fenster, sein Innenhof sowie seine Laubengänge bilden eine interessante Synthese von angiovinischen und gotisch-katalanischen Elementen.

- Der Dom von „San Pietro“ geht in seinem aktuellen Aussehen auf das 14. Jahrhundert, aber weist noch romanische Aspekte aus seiner Frühzeit auf. Er beherbergt das Grab von Cristoforo Caetani, eine bischöfliche Marmorkanzel, eine Kanzel von kosmateskischen Mosaiken aus dem 13. Jahrhundert. Eine Trilogie der Verkündigung von Cristoforo Scacco und eine Madonnenstatue mit Sankt Peter und Sankt Paul von Antoniazzo Romano.

- Die Palastkapelle von Santa Maria Assunta, zu der eine breite Freitreppe führt, die sich über die gesamte Breite der Front erstreckt, wird geschmückt von drei Portalen, deren mittleres verziert wird von einem Halbbogen mit einer Fensterrose. Die Kirche, in Auftrag gegeben von Onorato II. Caetani wurde Ende des 4. Jahrhunderts erbaut und steht auf einem Fundament in Form eines latinischen Kreuzes mit drei Seitenschiffen. Außer seinen Renaissancealtären, sind dort ein Ziborium, das auf 1491 zurückgeht sowie die Statue der Jungfrau „Maria del Cielo“ erhalten.

- Das charakteristische historische Viertel von Olmo Perino, „La Giudea“ erweckt die Erinnerung an eine lange jüdische Tradition.

- Die Therme aus römischer Epoche in der heutigen „Piazza dell' Unità d' Italia“

- Die megalithische Mauer in der heutigen „Via Guglielmo Marconi“ (Guglielmo-Marconi-Straße), Stadtteil „Porta Roma“

## Söhne und Töchter der Stadt
- Soterus († 174 oder 175), Papst von 166 bis 174.
- Igino Eugenio Cardinale (1916–1983), Erzbischof und Diplomat des Heiligen Stuhls.
- Felice Chiusano (1922–1990), Sänger, der dem in Italien berühmten „Quartetto Cetra“ angehört.
- Giuseppe De Santis (1917–1997) war ein neorealistischer Regisseur, der in Fondi unter anderem die Filme „Non c'è pace tra gli ulivi“ (1950) und „Giorni d' Amore“ (1954) drehte.
- Pasqualino De Santis (1927–1996), Kameramann, hat im Jahre 1969 den Oscar für den Film "Romeo e Giulietta„gewonnen (“Romeo und Julia")
- Domenico Purificato (1915–1984), Maler

## Jubiläen, Feste, Ausstellungen, kulturelle Ereignisse
Fondi ist Gastgeber verschiedener Festivals, unter anderem des internationalen Folklore-Fests „Città di Fondi“, das seit 1986 jedes Jahr im August stattfindet, dem „Fondi-Art-Festival“, einem Kultur-Festival (jedes Jahr im Juli, seit 1998) und dem seit 2002 im Juli oder September stattfindenden FondiFilmFestival.
Die Stadt verleiht seit 1974 den „Fondi La Pastora“-Preis für dramatische Literatur und seit 2001 jährlich im September den Nationalpreis für Malerei.
Außerdem veranstaltet Fondi seit 2001 im Juni die Landwirtschafts-, Tier- und Technikmesse „Città di Fondi“ sowie jährlich einen großen Stadtmarkt anlässlich des Festes des Stadtpatrons Honoratus am 10. Oktober.